# 2026 în cinematografie
În 2026 în cinematografie sunt programate mai multe premiere și evenimente.